# Psittacanthus dentatus
Psittacanthus dentatus är en tvåhjärtbladig växtart som beskrevs av Kuijt. Psittacanthus dentatus ingår i släktet Psittacanthus och familjen Loranthaceae. Inga underarter finns listade i Catalogue of Life.